# Światło

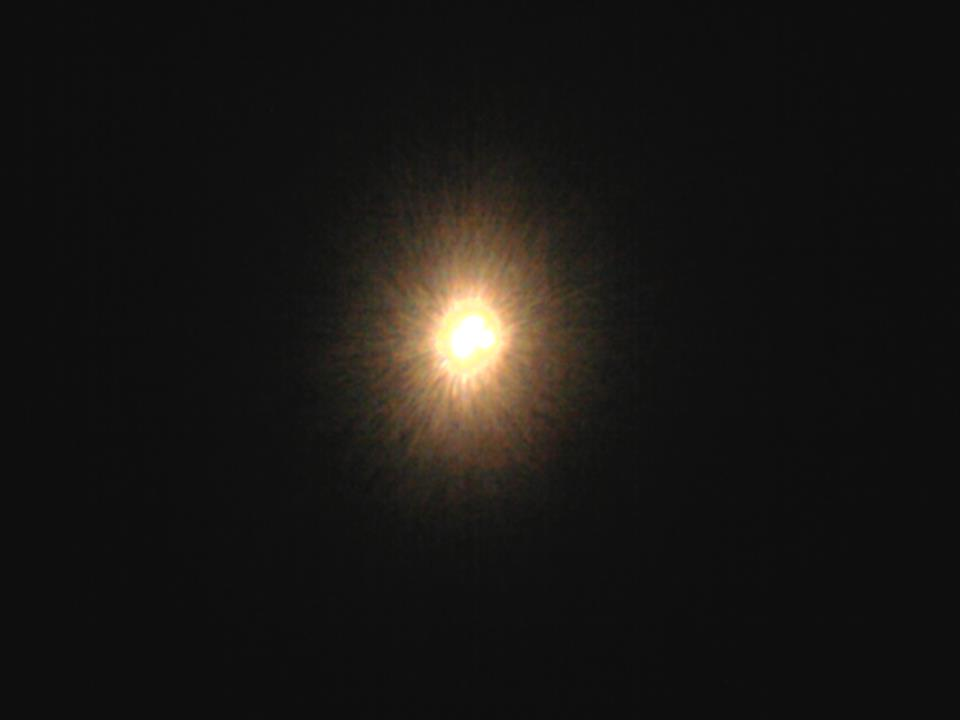
Światło lampy w ciemności

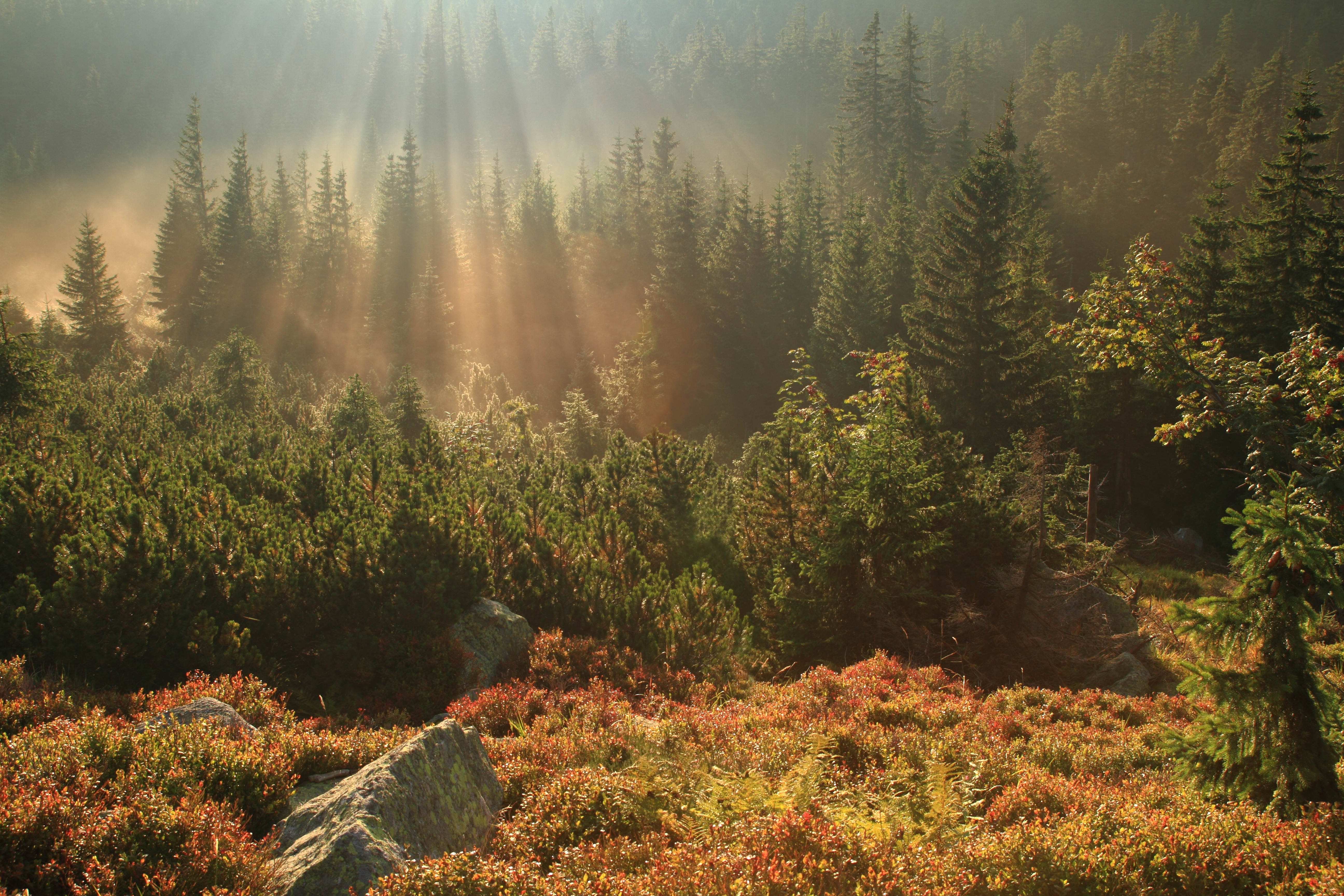
Światło Słońca o poranku

Światło – pojęcie to ma inne znaczenie potoczne i w nauce.
Potocznie nazywa się tak widzialną część promieniowania elektromagnetycznego, czyli promieniowanie widzialne odbierane przez siatkówkę oka ludzkiego. Precyzyjne ustalenie zakresu długości fal elektromagnetycznych nie jest tutaj możliwe, gdyż wzrok każdego człowieka charakteryzuje się nieco inną wrażliwością – stąd za najszerszy przedział przyjmuje się 380-780 nm, choć często podaje się mniejsze zakresy (szczególnie od strony fal dłuższych), aż do 400–700 nm.
W naukach ścisłych używa się określenia promieniowanie optyczne. Jest to promieniowanie podlegające prawom optyki geometrycznej oraz falowej. Przyjmuje się, że promieniowanie optyczne obejmuje zakres fal elektromagnetycznych o długości od 100 nm do 1 mm, podzielony na trzy zakresy: ultrafiolet, światło widzialne i podczerwień. Wszystkie te zakresy można obserwować i mierzyć, używając podobnego zestawu przyrządów, a wyniki tych badań można opracowywać, stosując te same prawa fizyki.
Przykłady wskazujące, że światłem należy nazywać szerszy zakres promieniowania niż tylko promieniowanie widzialne:
- wiele substancji barwiących płowieje nie tylko od kontaktu ze światłem widzialnym, ale i bliskim ultrafioletem, w tym pochodzącym ze Słońca
- rozszczepiając, za pomocą pryzmatu, światło emitowane przez rozgrzane ciała można zaobserwować wzrost temperatury, przesuwając termometr wzdłuż uzyskanych barw widmowych; wzrost ten jest mierzalny także dalej, w niewidocznej części widma, która jest również załamywana przez ten pryzmat
- wiele zwierząt ma zakresy widzenia światła wykraczające poza zakres widzenia ludzkiego oka.

Nauka zajmująca się badaniem światła to optyka. Współczesna optyka, zgodnie z dualizmem korpuskularno-falowym, postrzega światło jednocześnie jako falę elektromagnetyczną oraz jako strumień cząstek nazywanych fotonami.
Światło porusza się w próżni zawsze z taką samą prędkością zwaną prędkością światła. Jej wartość oznaczana jako c jest jedną z podstawowych stałych fizycznych i wynosi 299 792 458 m/s. Prędkość światła w innych ośrodkach jest mniejsza i zależy od współczynnika załamania danego ośrodka.

## Tabela prędkości światła w wybranych ośrodkach[3]
| Substancja/ośrodek | Prędkość światła |
| ------------------ | ---------------- |
| Próżnia            | 299 792 km/s     |
| Woda               | 225 000 km/s     |
| Szkło crown        | 200 000 km/s     |
| Szkło flint        | 186 000 km/s     |
| Diament            | 125 000 km/s     |

## Ważne zjawiska fizyczne dotyczące światła
- dyfrakcja
- fluorescencja
- fosforescencja
- interferencja
- luminescencja
- odbicie
- polaryzacja fali
- prostoliniowość rozchodzenia się fal
- rozpraszanie światła
- rozszczepienie
- sonoluminescencja
- temperatura barwowa
- widzenie stereoskopowe
- wskaźnik oddawania barw
- załamanie
- zjawisko fotoelektryczne wewnętrzne i zewnętrzne (fotoemisja)

## Zjawiska i obiekty wytwarzające światło
- rozgrzane ciała – widmo ciała doskonale czarnego
- ruch z przyspieszeniem (zwiększanie prędkości, zmniejszanie prędkości lub zmiana kierunku ruchu) cząstek posiadających ładunek elektryczny pod wpływem zderzenia, działania silnego pola magnetycznego lub elektrycznego, np. promieniowanie synchrotronowe w synchrotronie
- cząstki poruszające się w substancji z prędkością nadświetlną (większą niż prędkość światła w tej substancji) wytwarzają promieniowanie Czerenkowa
- elektrony zmieniające poziom energetyczny w atomie – linie widmowe
- chemiluminescencja – wytworzona w trakcie niektórych reakcji chemicznych
- elektroluminescencja – świecenie pod wpływem stałego lub zmiennego prądu elektrycznego
- elektronoluminescencja (katodoluminescencja) – świecenie pod wpływem elektronów przyspieszanych napięciem między elektrodami (ten rodzaj wzbudzania ma liczne zastosowania w kineskopach, oscyloskopach, mikroskopach elektronowych itp.)
- fotoluminescencja – wywołana przez pochłonięcie promieniowania elektromagnetycznego z obszaru widzialnego, ultrafioletu lub podczerwieni. Pochłonięta energia jest następnie wyemitowana także w postaci światła, na ogół o energii mniejszej niż energia światła wzbudzającego. Ze względu na czas trwania fotoluminescencję dzieli się na:
  - fluorescencję – zjawisko trwające wyłącznie podczas działania czynnika wzbudzającego
  - fosforescencję – zjawisko trwające również przez pewien czas po ustąpieniu czynnika wzbudzającego; substancje zdolne do fosforescencji nazywane są zwyczajowo fosforami
- scyntylacja – emisja światła pod wpływem promieniowania jonizującego
  - rentgenoluminescencja – wywołana promieniowaniem rentgenowskim
  - radioluminescencja – świecenie pod wpływem promieniowania alfa (α), beta (β), gamma (γ)
- sonoluminescencja – wywołana ultradźwiękami
- termoluminescencja – wywołana podniesieniem temperatury, jednak do niższej niż temperatura żarzenia
- tryboluminescencja – wywołana czynnikiem mechanicznym, np. tarciem, zginaniem, ściskaniem.

## Źródła światła
- termiczne – świecące w wyniku rozgrzania ciała:
  - gwiazda
  - lampa halogenowa zwana halogenem
  - lampa łukowa
  - płomień
  - żarówka
- promieniowanie synchrotronowe:
  - synchrotron
- emisja z elektronów w atomie lub ciele stałym:
  - dioda elektroluminescencyjna
  - lampa fluorescencyjna
  - lampa kwarcowa
  - lampa rtęciowa
  - laser
  - maser

## Detektory światła
Większość detektorów opiera się na zjawisku fotoelektrycznym lub efekcie cieplnym:
- fotodioda
- fotokomórka
- fotopowielacz
- fototranzystor
- matryca CCD
- luksomierz
- bolometr

## Inne przyrządy optyczne
- aparat fotograficzny
- dzielnik wiązki
- filtr optyczny
- interferometr
- kamera
- kineskop
- luneta
- lupa
- mikroskop optyczny
- monochromator
- noktowizor
- obiektyw
- okular
- okulary korekcyjne
- projektor
- pryzmat
- przysłona
- siatka dyfrakcyjna
- soczewka
- spektroskop
- szczelina dyfrakcyjna
- światłowód
- teleskop optyczny
- zwierciadło optyczne (lustro)

## Pomiary światła
- światłość (jednostka SI: kandela)

## Niektóre rodzaje światła
- światło białe
- światło monochromatyczne
- światło spójne

## Historia
Według przekonań fizyków przełomu XVIII i XIX wieku światło, podobnie jak ciepło, miało być fluidem. W 1789 roku Lavoisier umieścił je w tablicy pierwiastków. Jędrzej Śniadecki przetłumaczył to pojęcie jako świetlik.